# Templo de Melbourne (Australia)
El Templo de Melbourne, Australia es uno de los templos construidos y operados por La Iglesia de Jesucristo de los Santos de los Últimos Días, el número 90 construido por la iglesia y uno de cinco templos SUD construidos en Australia, ubicado en Wantirna South, un suburbio de 17 mil habitantes a 24 km del centro de Melbourne. Anterior a la construcción del templo en Melbourne, los fieles de la región viajaban 12 horas de camino hasta el templo de Sídney para participar de sus rituales religiosos.

## Anuncio
Los planes para la construcción del templo en Melbourne fueron anunciados el 30 de octubre de 1998. Es uno de los templos de menores proporciones que la iglesia promovió desde abril de 1998 con el fin de tener un total de 100 templos alrededor del mundo antes de que finalizara el año 2000. El templo de Melbourne fue el número 34 construido del mismo diseño de menores proporciones a nivel mundial, con un salón de investiduras, un salón de sellamientos matrimoniales y el tradicional baptisterio. La sala de investiduras cuenta con dos salones para que la ceremonia eclesiástica ocurra de manera progresiva en dos estadios. Como todos los templos de menor tamaño, el templo de Melbourne no cuenta con servicio de cafetería, alquiler de ropa para el templo y lavandería para uso limitado.

## Construcción
La ceremonia de la palada inicial ocurrió el 20 de marzo de 1999, presidido por autoridades generales del área, frente a una congregación de fieles de unos 500 fieles e invitados incluyendo el alcalde del condado de Stanley, bajo un día de fuertes lluvias. 
El edificio fue construido de granito proveniente de la compañía Campolonghi en Italia, con un diseño moderno de un solo pináculo y consta de dos salones para las ordenanzas SUD y dos salones para sellamientos matrimoniales. Al templo, por su cercanía a las comunidades, también asisten miembros provenientes de Nueva Gales del Sur, Victoria y Tasmania.

## Dedicación
El templo SUD de Melbourne fue dedicado para sus actividades eclesiásticas en cuatro sesiones, el 16 de junio de 2000, por Gordon B. Hinckley, el entonces presidente de la iglesia SUD. Anterior a ello, la iglesia permitió un recorrido público del interior y las instalaciones del templo la semana del 2 al 10 de junio del mismo año. Más de 5.000 miembros de la iglesia e invitados asistieron a la ceremonia de dedicación, que incluye una oración dedicatoria.